# The Retarded Child
The Retarded Child, também conhecido como The devoted child (em italiano:  Il bambino devoto), é uma obra de arte do pintor italiano Antonio Rotta.  
Finalizada em 1870,  a obra de arte está exposta no Museu de Arte de Milwaukee, Milwaukee, Wisconsin, nos Estados Unidos, e é considerada uma das obras mais famosas da Pintura de gênero no mundo.

## Inscrição
A assinatura está presente na parte inferior direita da pintura. É uma obra do pintor italiano Antonio Rotta.

## Exibição
- Um baltimoreano em Paris: George A. Lucas, 1860-1909. A Galeria de Arte Walters, Baltimore. 1979
- De Rye a Raphael: A História de Walters. O Museu de Arte Walters, Baltimore. 2014-2016.

## Publication History
- Bisanz, Rudolf M. The René von Schleinitz Collection of the Milwaukee Art Center: Major Schools of German Nineteenth-Century Popular Painting. Milwaukee, Wisconsin: Milwaukee Art Center, 1980, p. 280, cat. 195.